# Ribero (Pravia)
Ribero (oficialmente en asturiano: Ribeiru) es una casería española de la parroquia de Arango, perteneciente al municipio de Pravia, en la comunidad autónoma de Asturias.

## Historia
El lugar perteneció al municipio de Salas hasta el año 1843, fecha en que se incorporó junto con otros lugares al de Pravia. Desde entonces, pertenece a la parroquia de Arango. En 2023, la entidad singular de población de Ribero tenía empadronados 2 habitantes, ambos diseminados.